# Le Claire
Le Claire é uma cidade localizada no estado americano de Iowa, no Condado de Scott.

## Demografia
Segundo o censo americano de 2000, a sua população era de 2847 habitantes.
Em 2006, foi estimada uma população de 3144, um aumento de 297 (10.4%).

## Geografia
De acordo com o United States Census Bureau tem uma área de
11,3 km², dos quais 10,8 km² cobertos por terra e 0,5 km² cobertos por água.

## Localidades na vizinhança
O diagrama seguinte representa as localidades num raio de 12 km ao redor de Le Claire.